# Solpugyla masienensis
Espèce
Synonymes
- Solpuga masienensis Lawrence, 1929

Solpugyla masienensis est une espèce de solifuges de la famille des Solpugidae.

## Distribution
Cette espèce est endémique du Mozambique.

## Description
Le mâle mesure 31 mm et la femelle 41 mm.

## Étymologie
Son nom d'espèce, composé de masien[e] et du suffixe latin -ensis, « qui vit dans, qui habite », lui a été donné en référence au lieu de sa découverte, Masiene.

## Publication originale
- Lawrence, 1929 : New South African Solifugae. Annals of the South African Museum, vol. 29, p. 153–179 (texte intégral).